# Pongrácovce
Pongrácovce este o comună slovacă, aflată în districtul Levoča din regiunea Prešov. Localitatea se află la altitudinea de 538 m deasupra n.m., se întinde pe o suprafață de 3 km2 și în 2017 număra 118 locuitori.

## Istoric
Localitatea Pongrácovce este atestată documentar din 1297.

## Demografie
| An:                | 1994 | 2004    | 2014 | 2024    |
| ------------------ | ---- | ------- | ---- | ------- |
| Număr de persoane: | 114  | 100     | 111  | 140     |
| Diferență:         |      | −12,28% | +11% | +26,12% |

| An:                | 2023 | 2024   |
| ------------------ | ---- | ------ |
| Număr de persoane: | 135  | 140    |
| Diferență:         |      | +3,70% |